# Vallée d'Incles
La vallée d'Incles (Vall d'Incles en catalan) est une vallée du Nord-Est de la principauté d'Andorre dont l'entrée se trouve entre les villages de Soldeu et d'El Tarter, dans la paroisse de Canillo.

## Toponymie
Le linguiste catalan Joan Coromines fait d’Incles un toponyme roman dérivant du insula (« île »). Il propose un passage par les formes successives *Insgla et *Inscla avec une perte du « s ». Cette hypothèse est étayée par la forme toponymique ancienne vall de Ingles retrouvée dans un document daté de 1399,. Outre le sens d'« île » qui sert à construire le toponyme estany de l'Isla (un des lacs de la vallée), insula peut également prendre le sens de « pré bordant une rivière » comme dans le toponyme andorran Ansalonga (dérivé de insula longa),,.
Vall signifie « vallée » en catalan mais n'entre que rarement dans la composition de toponymes. Le terme n'est utilisé que pour désigner les vallées les plus importantes du pays : Vall del Madriu ou Vall de Ransol.

## Géographie

### Localisation et accès
La vallée d'Incles se trouve au Nord-Est de l'Andorre dans la paroisse de Canillo. La route CS-270, constituant un embranchement à partir de la route générale 2, pénètre dans la vallée sur un peu plus de 3 km en longeant le riu d'Incles. Cette route prend naissance au village d'Incles entre Soldeu et El Tarter.
La circulation automobile est interdite l'été dans la vallée compte tenu d'une fréquentation importante et d'une route étroite. Un train électrique permet aux visiteurs de parcourir le trajet habituellement réalisé en voiture.

### Topographie
La vallée d'Incles est orientée vers le nord-est et s'étend sur environ 6 km depuis son entrée à Incles (1 748 m,) jusqu'à la frontière franco-andorrane matérialisée par le port d'Incles (2 262 m).
Les sommets du versant ouest séparent la vallée d'Incles de celle de Ransol et oscillent entre 2 500 m et 2 700 m d'altitude avec du sud au nord : le cap de la Tosa d'Entor (2 506 m), le pic de la Coma de Varilhes (2 760 m), le pic de la Coume d'Enfer (2 730 m) et le pic de Fontargenta (2 618 m).  Les sommets du versant oriental séparent la vallée d'Incles de l'Ariège au nord (pic de Siscaró et pic d'Escobes) et de la solana d'Andorre au sud.

### Géologie

#### Composition rocheuse
L'ensemble de la vallée appartient à la chaîne axiale primaire des Pyrénées. La partie haute de la vallée d'Incles fait partie du massif d'Aston-Hospitalet, un dôme anticlinal s'étendant vers l'est sur une longueur d'environ 25 km dans le département de l'Ariège,. Celui-ci s'est formé par plissement au cours du Stéphanien dans le cadre de la phase tardi-hercynienne de l'orogenèse varisque. Ce massif est principalement constitué d'orthogneiss (gneiss formé par métamorphisme du granite),. On considère aujourd'hui que ce granite s'est formé au cours de phénomènes plutoniques intrusifs pendant l'Ordovicien comme soutenu par les datations à l'uranium-plomb. 
À l'inverse, la partie basse de la vallée est formée de roches métamorphiques schisteuses.
|                                                                                      |                  | \| Vallée d'Incles \|                                |
| Vue de la vallée de Ransol depuis les sommets du versant ouest de la vallée d'Incles | Le pic d'Escobes | Vallée d'Incles sur la carte géologique de l'Andorre |
| Vallée d'Incles                                                                      |                  |                                                      |

#### Impact des glaciations
La vallée d'Incles possède une forme typique en « U » (auge glaciaire) qu'elle doit à son modelage par les glaciations quaternaires,. En dehors de la forme générale de la vallée, les traces de l'érosion glaciaire sont visibles aux travers d'exemples de roches moutonnées (notamment à sa partie haute) ainsi que de par la présence dépôts glaciaires (qui quant à eux prédominent à sa partie basse).

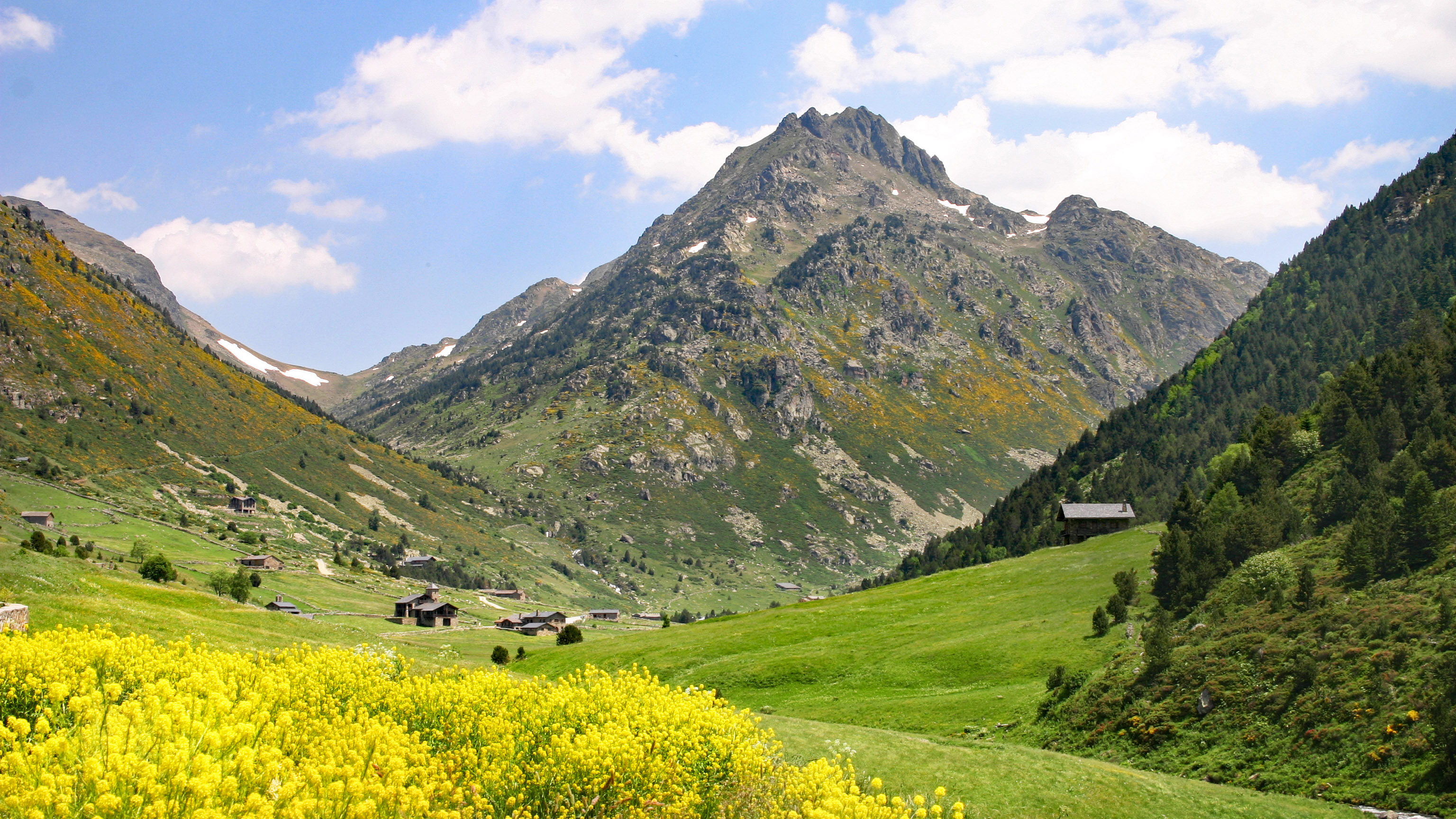
Vallée d'Incles
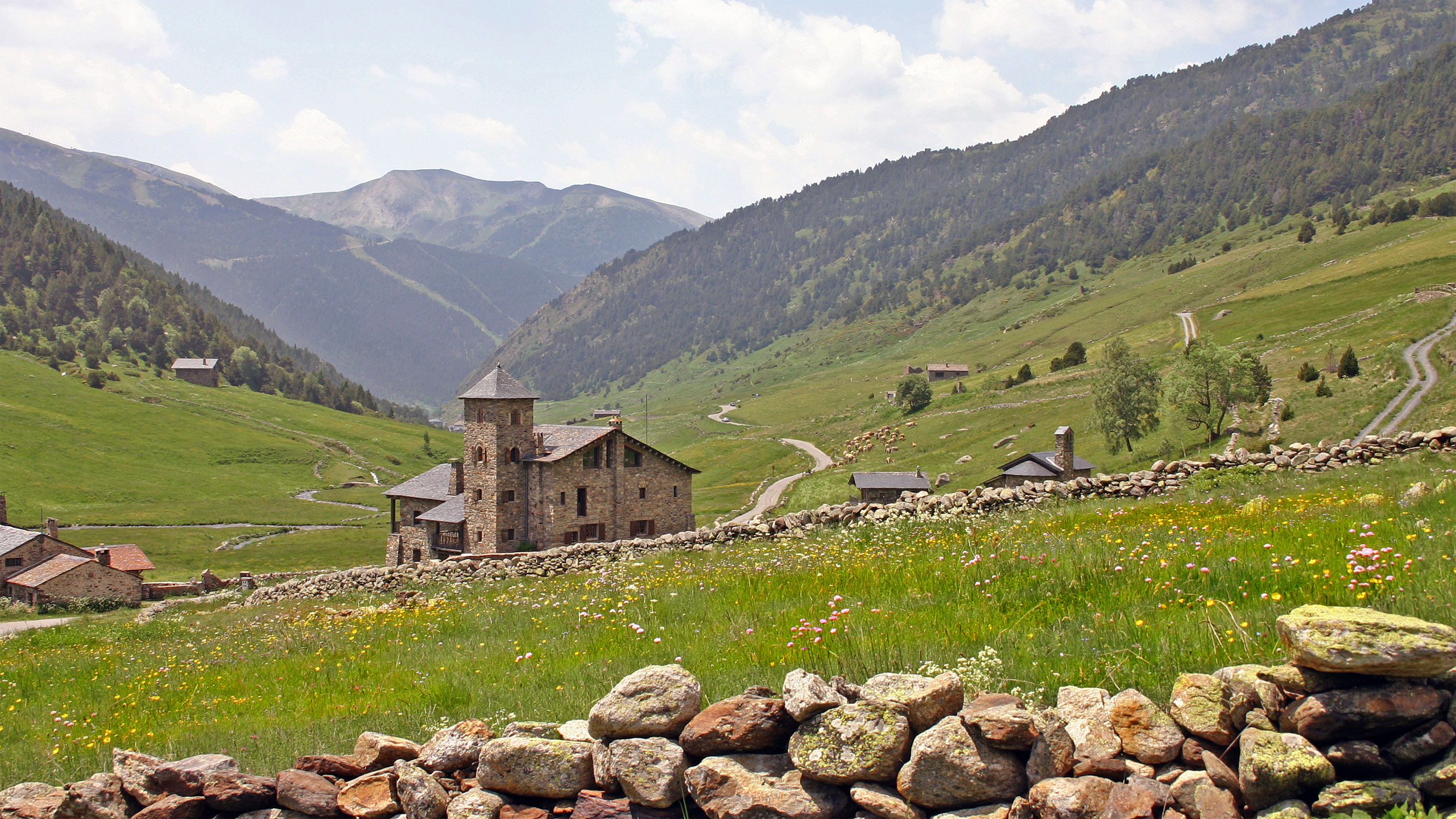
Vallée d'Incles, vue vers le sud
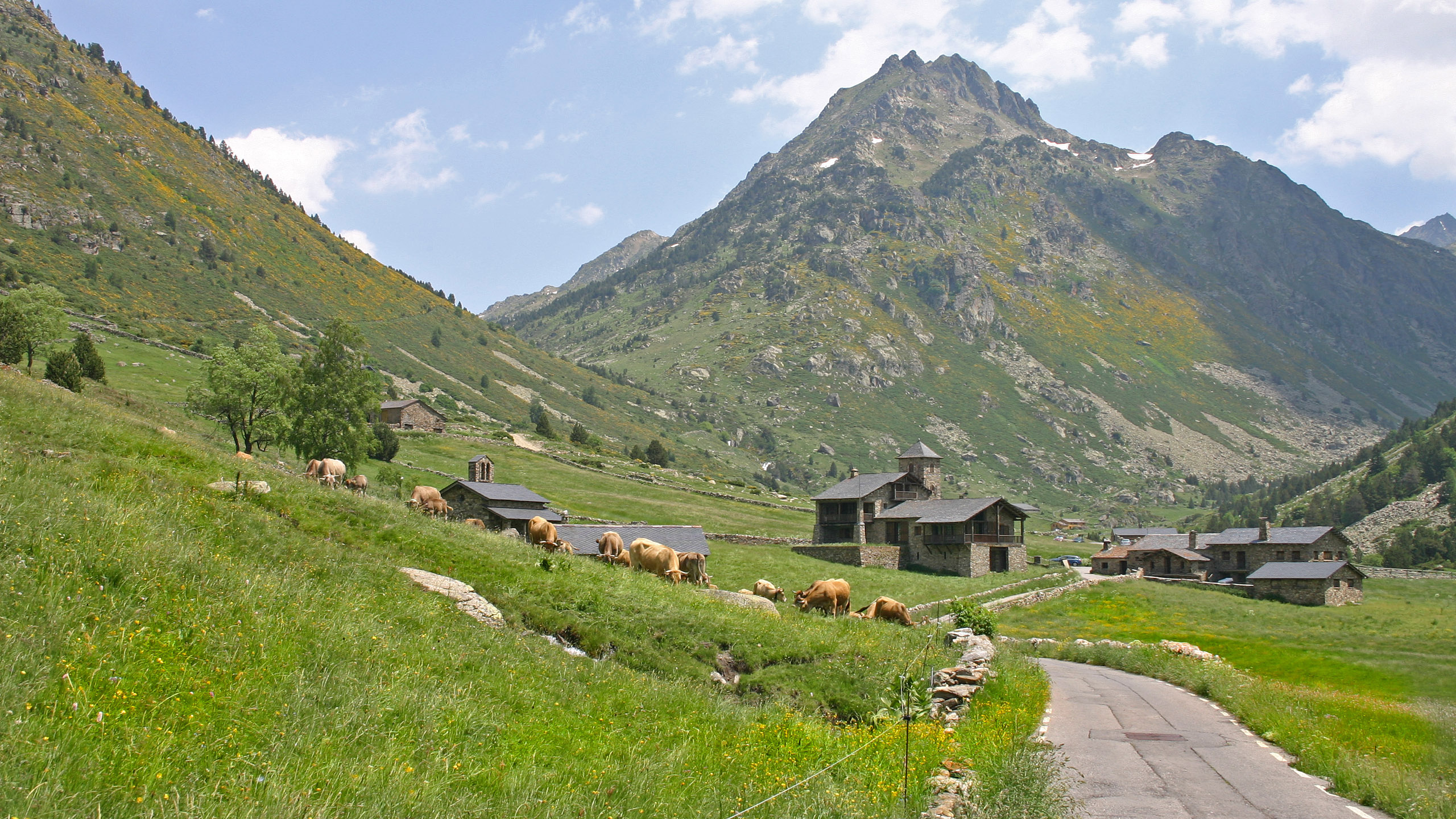
Vallée d'Incles
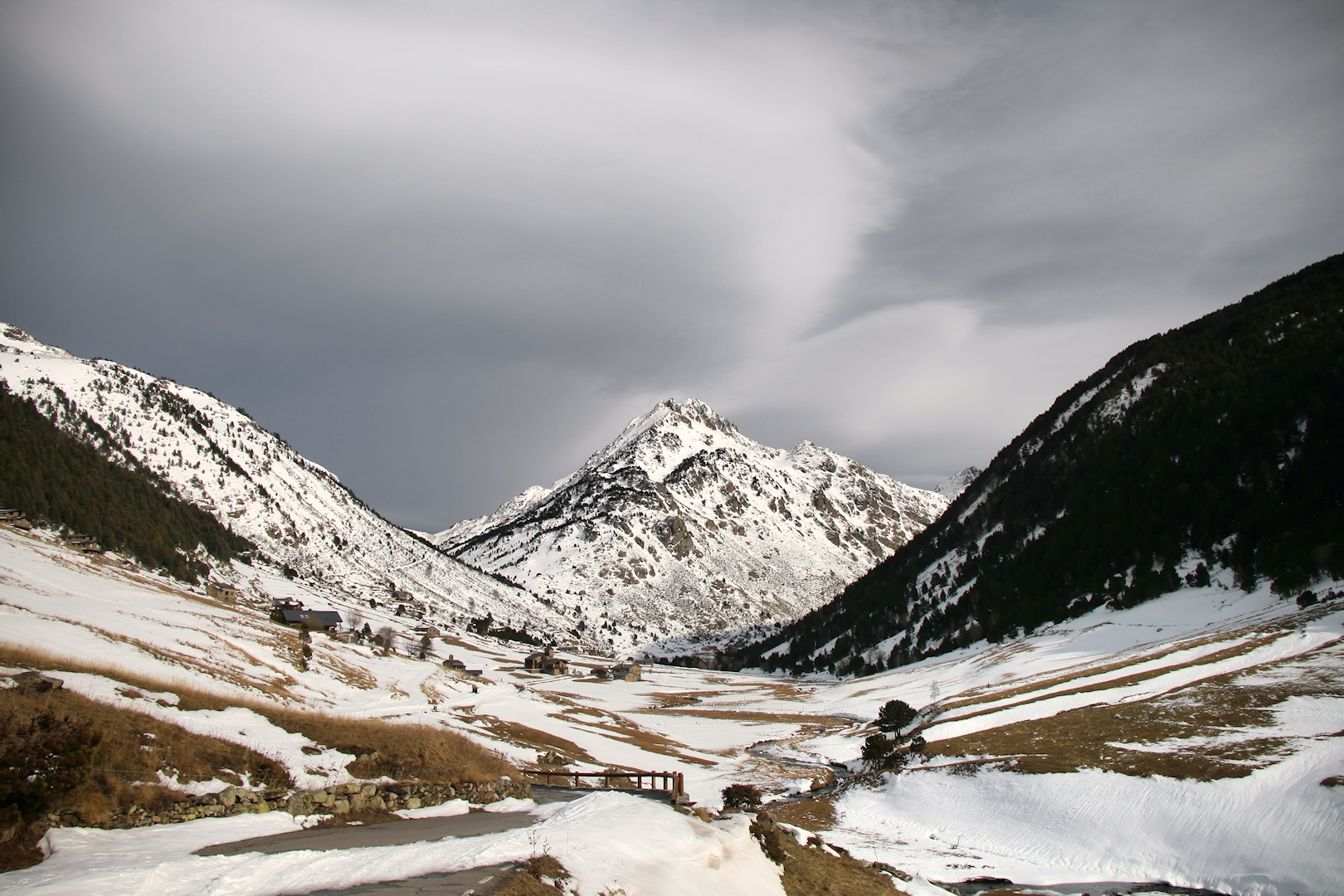
Vue générale du bas de la vallée et de la forme en « U »
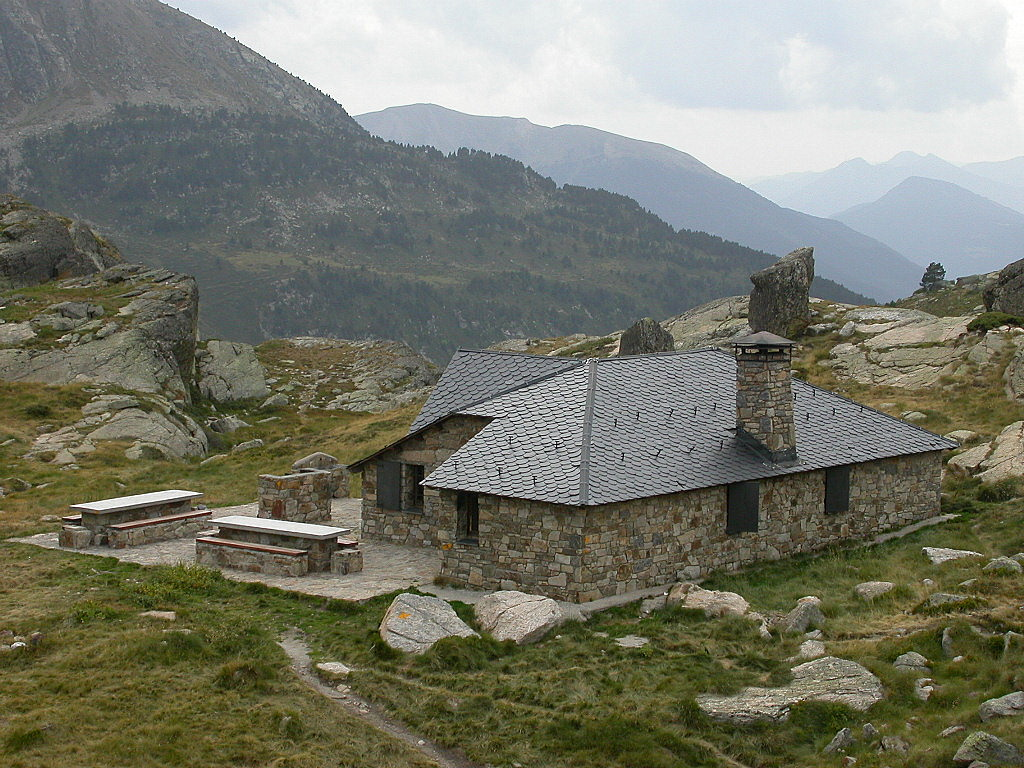
Exemples de roches moutonnées autour du refuge de Juclà

### Hydrographie

#### Lacs
La vallée d'Incles abrite de nombreux lacs de montagne, notamment l'estany Primer de Juclà, le plus grand lac du pays, d'une surface de 22 ha.
Parmi les autres lacs de la vallée figurent notamment :
- l'estany de Baix, d'une surface de 1,5 ha[16] ;
- l'estany de Cabana Sorda, d'une surface de 4,8 ha[16] ;
- l'estany de les Canals Roges ;
- la bassa d'Enrodat ;
- l'estany de l'Isla, d'une surface de 2,4 ha[16] ;
- l'estany segon de Juclà, d'une surface de 7,3 ha[16] ;
- l'estanyó del Querol, d'une surface de 0,6 ha[16] ;
- les basses de les Salamandres ;
- les basses del Siscaró.

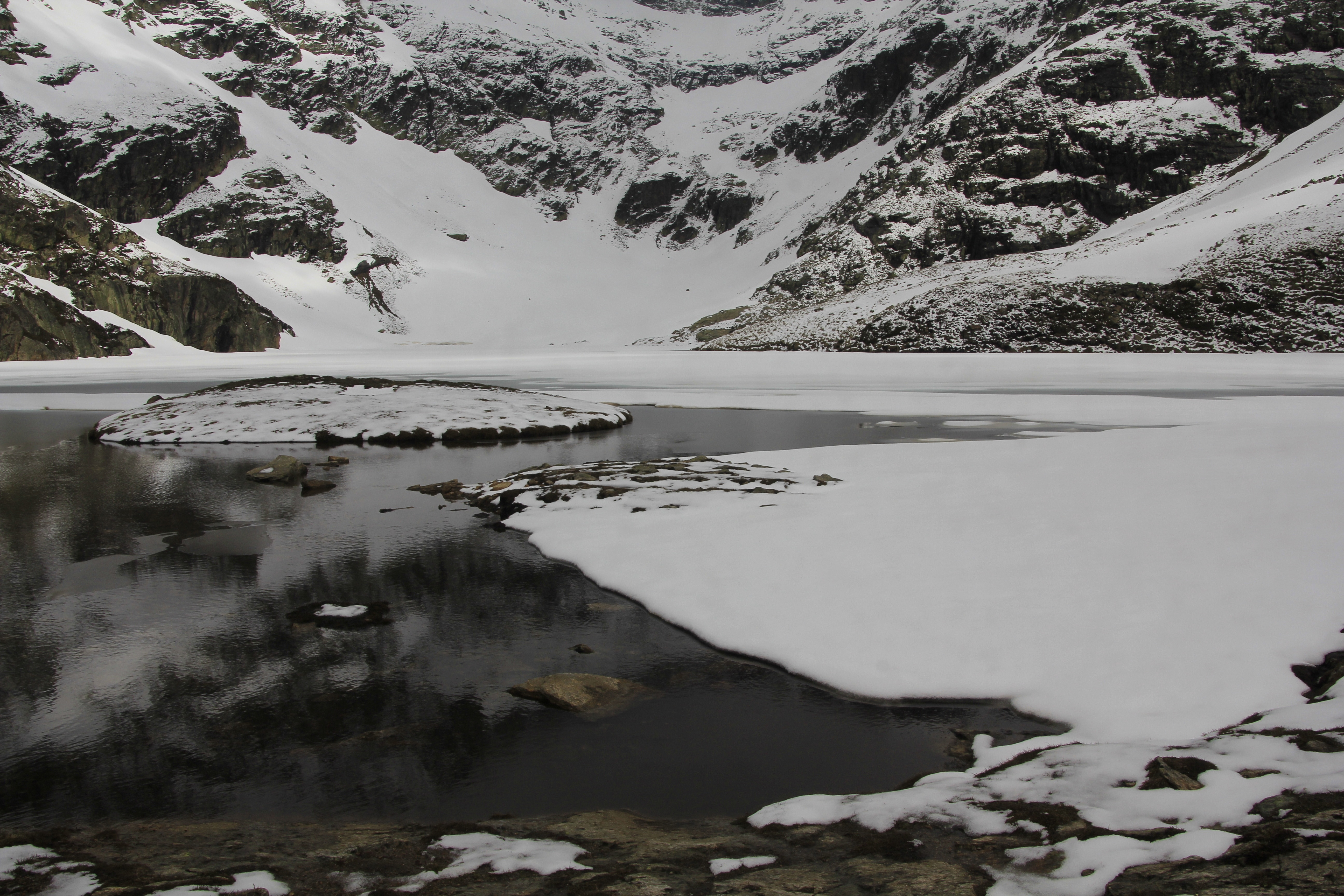
Estany de Cabana Sorda.
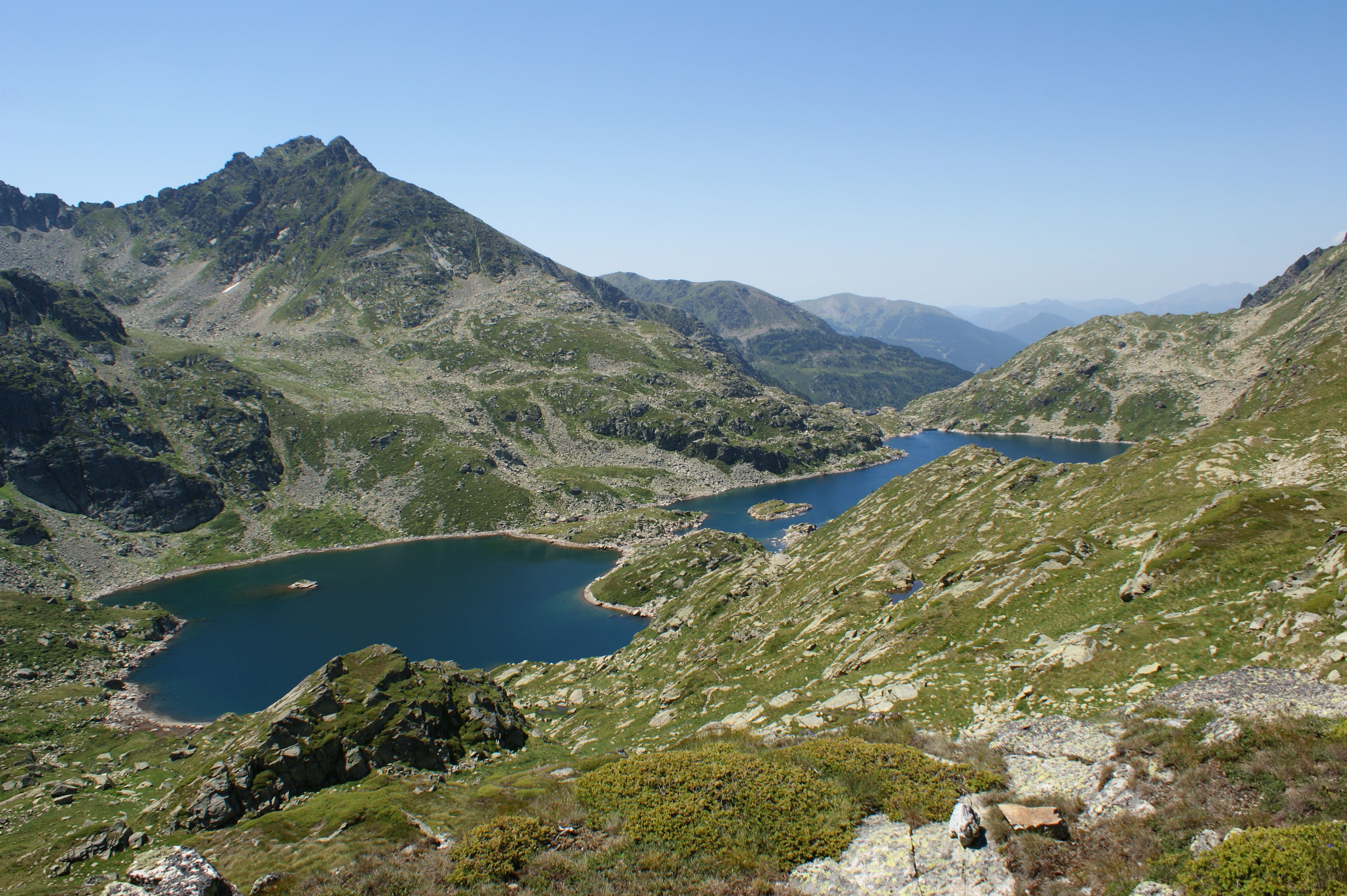
Estanys de Juclà.
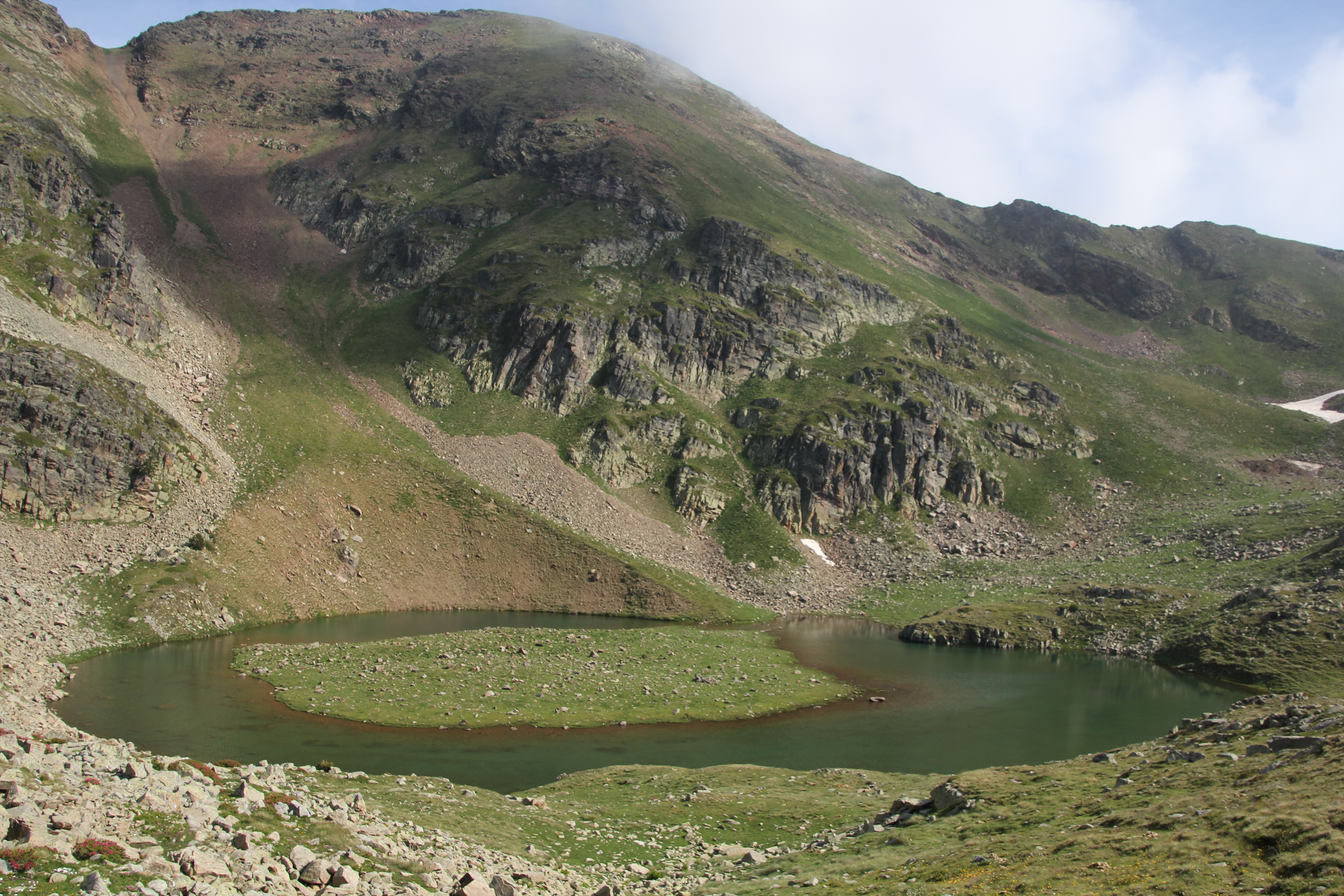
Estany de l'Isla.

#### Cours d'eau
Tous les lacs précédemment cités alimentent le riu d'Incles, principal cours d'eau de la vallée. Celui-ci, long de 4 250 m, est un affluent de la Valira d'Orient par sa rive droite. Il reçoit les eaux du riu del Manegor, du riu de Juclà mais également de multiples petits ruissaux parmi lesquels le riu de les Fonts de la Tosa, le riu del Querol ou encore le riu de Cabana Sorda.

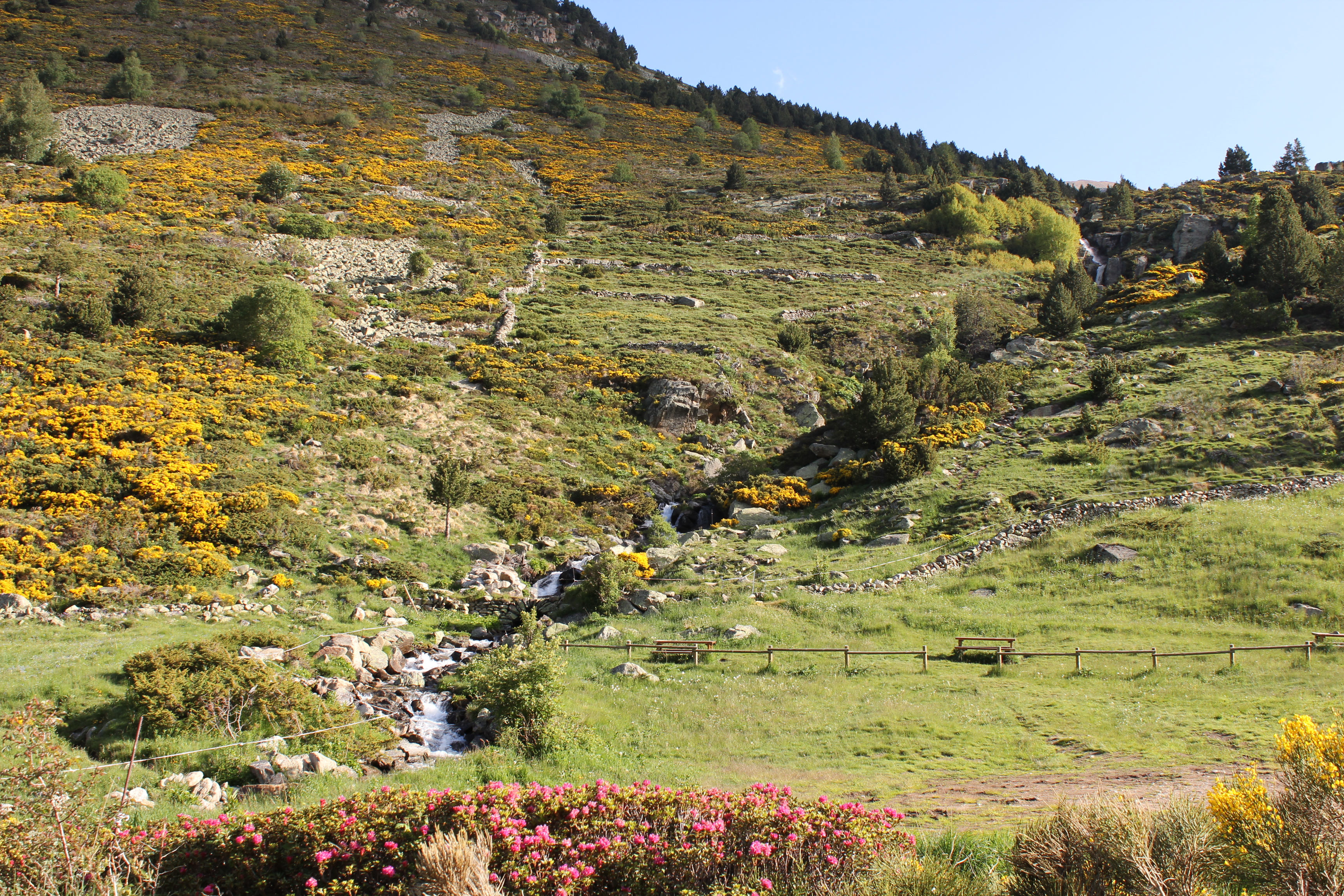
Riu del Manegor.
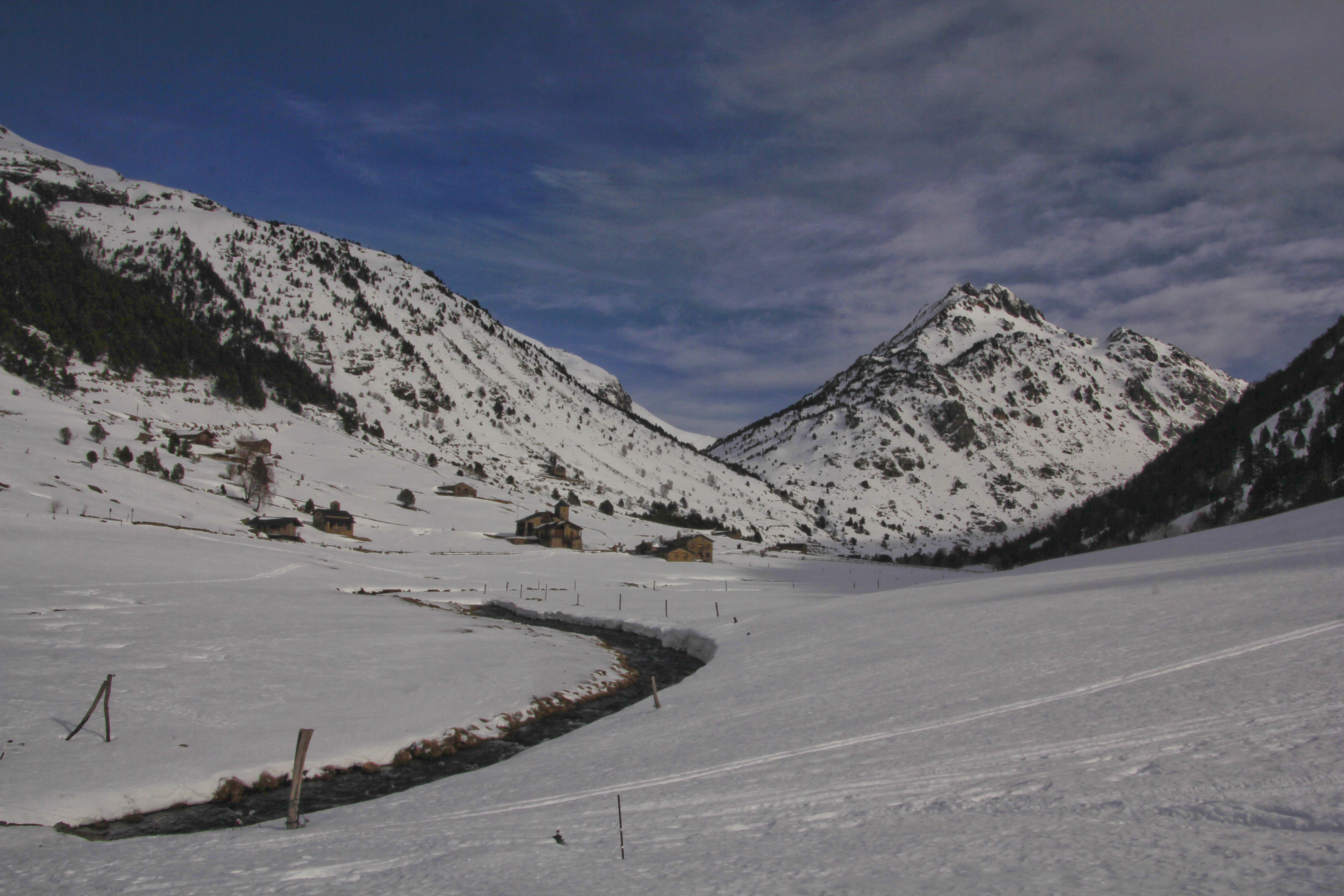
Riu d'Incles.

### Faune et flore

#### Faune
Amphibiens
- grenouille rousse (Rana temporaria)[6]
- triton[6]

Mammifères
- chevreuil (Capreolus capreolus)[6]
- écureuil[6]
- marmotte (Marmota)[6]

Oiseaux
- aigle royal (Aquila chrysaetos)[6]
- chardonneret élégant (Carduelis carduelis)[6]
- gypaète barbu (Gypaetus barbatus)[6]
- pigeon ramier (Columba palumbus)[6]
- pinson des arbres (Fringilla coelebs)[6]
- roitelet huppé (Regulus regulus)[6]
- tarin des aulnes (Spinus spinus)[6]
- vautour[6]
- verdier d'Europe (Chloris chloris)[6]

#### Flore
- Angélique de Razouls (Angelica razulii)[7], espèce endémique des Pyrénées[18].
- berce sphondyle (Heracleum sphondylium)[7]
- brize intermédiaire (Briza media)[7]
- gentiane[6]
- iris[6]
- narcisse des poètes (Narcissus poeticus)[6]
- pin noir (Pinus negra)[6]
- renoncule âcre (Ranunculus acris)[7]
- rhododendron ferrugineux (Rhododendron ferrugineum)[6]
- sapin[6]

## Randonnée et protection
D'un grand intérêt paysager, la vallée d'Incles est le principal site de randonnée dans le pays. Son accès est difficile l'hiver du fait de l'enneigement. Elle est traversée par des chemins de grande randonnée comme le GRP et la Haute randonnée pyrénéenne.
Trois refuges de montagne pouvant héberger les randonneurs ont été construits dans la vallée :
- la cabane de Siscaró, d'une capacité d'accueil de 10 personnes[20],[21], située à une altitude de 2 145 m[22],[20] ;
- le refuge de Cabana Sorda, d'une capacité d'accueil de 20 personnes[23],[24], situé à une altitude de 2 295 m[22] ;
- le refuge de Juclà, gardé pendant l'été[25], d'une capacité d'accueil de 43 personnes[25], situé à une altitude de 2 310 m[22],[25],[26].

Le versant ouest de la vallée d'Incles fait partie de la réserve de chasse de la vallée de Ransol, l'un des six espaces naturels protégés du pays.

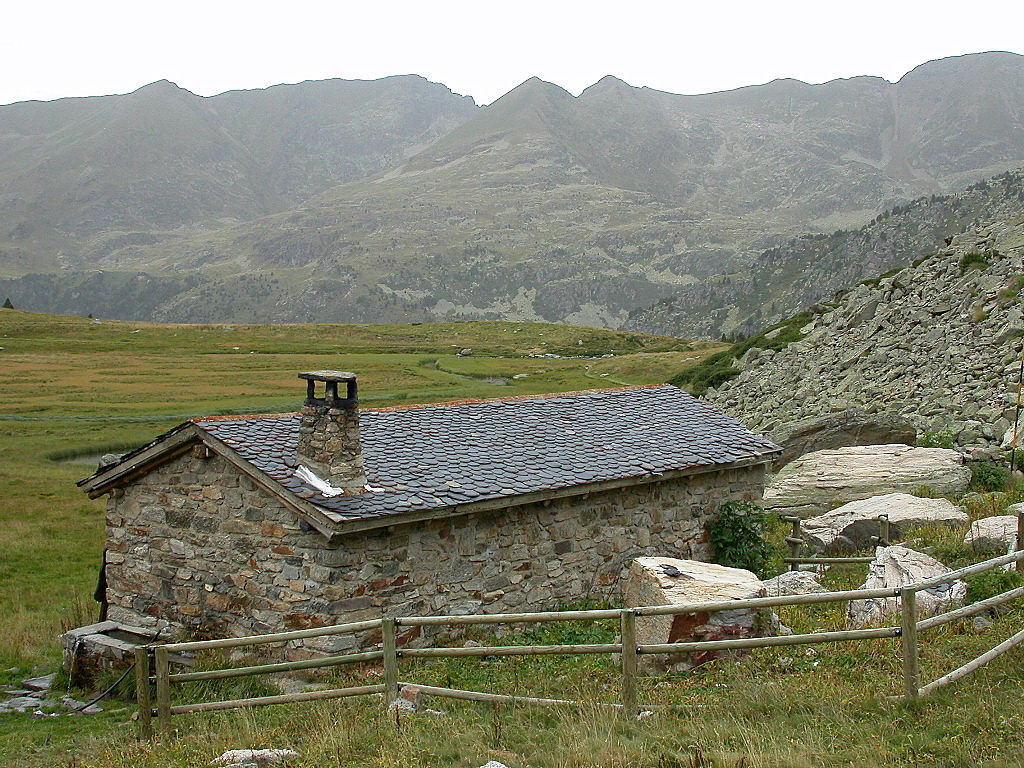
Cabane de Siscaró.
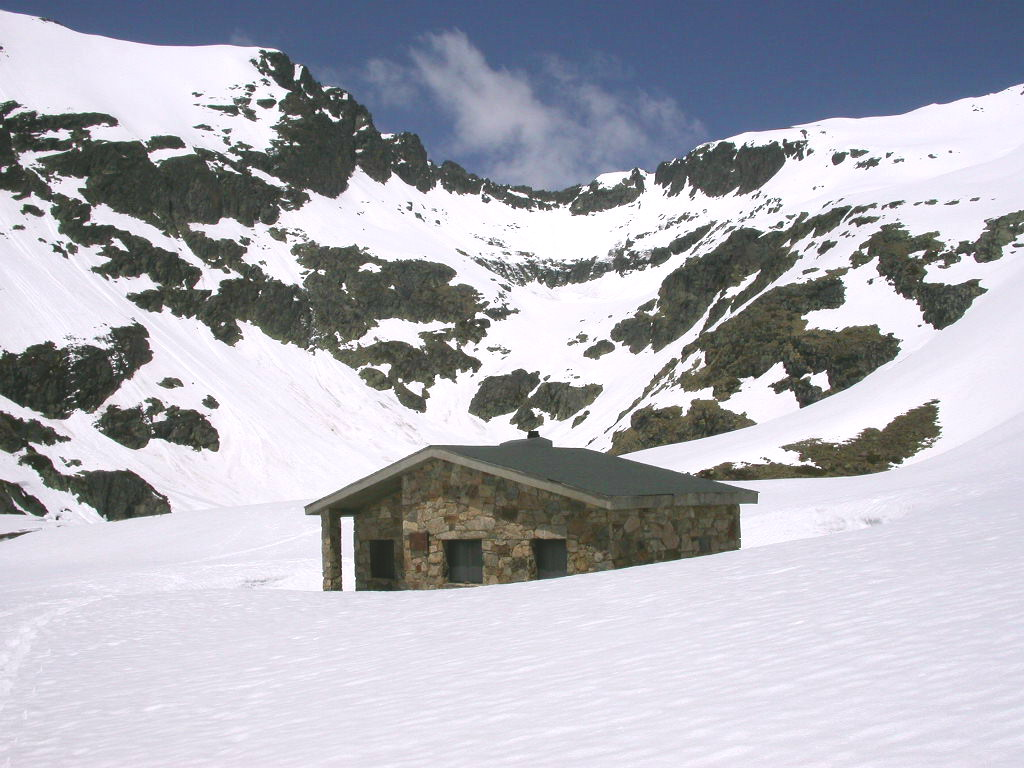
Refuge de Cabana Sorda.
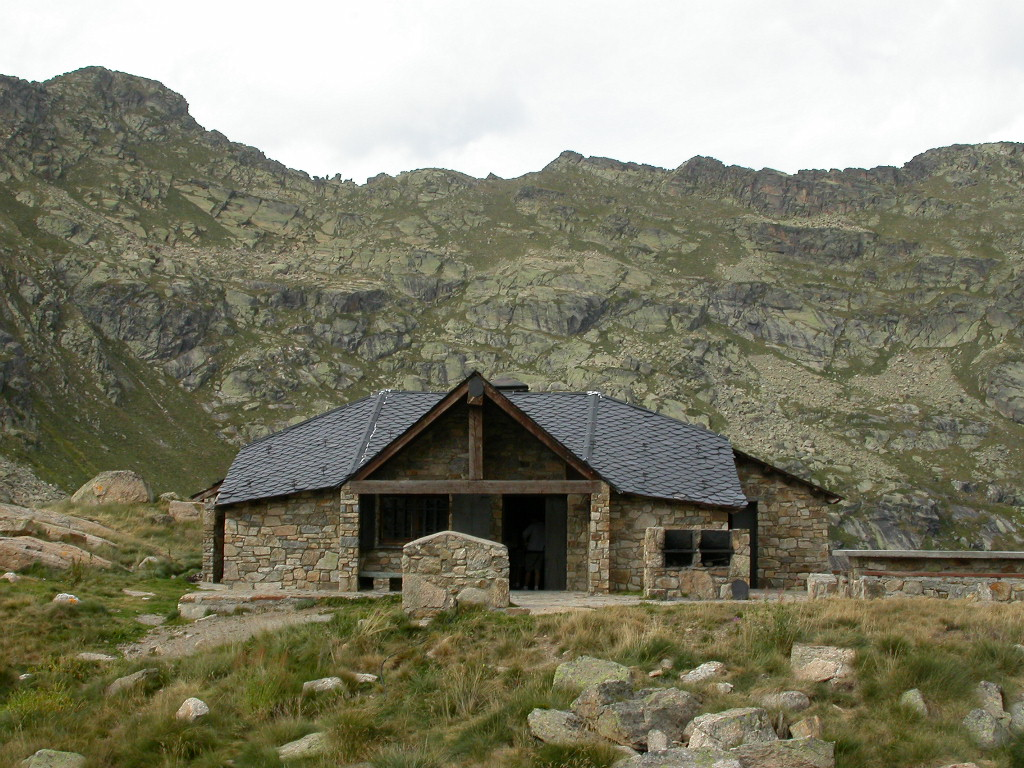
Refuge de Juclà.
Espaces protégés d'Andorre

## Littérature
La vallée d'Incles est mentionnée dans le quatrième chant du poème Canigó de Jacint Verdaguer :
« Les valls d'Ordino y d'Incles son més plenes

 d'armoníes, de somnis y misteri

 als raigs que hi deixa ploure l'hemisferi,

 ala serena de qui cova'l món. »
Un passage du roman Un brin d'espérance de l'écrivain Georges-Patrick Gleize se déroule dans la vallée.